# 柳田館
柳田館（やなぎだたて）は、岩手県紫波郡紫波町片寄にあった日本の城。別称は片寄城・吉兵衛館・中野館。「片寄城跡」として紫波町指定史跡。

## 概要
柳田舘は従来「吉兵衛館」、あるいは「中野館」と伝承され、柳田館の名称は所有者の屋号により、「柳田」所有の館跡として呼称されるものである。
東北自動車道建設に伴ない、東館の大部分と北・南館の一部の発掘調査が1975年（昭和50年）、1976年（昭和51年）の2次にわたり実施された。
安倍道や奥大道などの古道を見下ろせる丘陵上にあり、東・南・北の3郭からなり、本丸にあたる南館は南西の頂部400メートル×200メートルの規模で鞍部を挟んで、北館の平坦地に連なっている。
1975年（昭和50年）3月25日、「片寄城跡」として紫波町指定史跡に指定された。

## 沿革
斯波郡主斯波氏の戦国武士片寄氏の本拠地（『志和軍戦記』）。
天正16年（1588年）の斯波氏の滅亡ののち、中野康実が南部信直より片寄3000石を賜わり、片寄修理と称す（『奥南旧指録』ほか）。
天正20年（1592年）の『諸城破却書上』には、「糠部郡之内 片寄 山城 中野 修理 持分」と記されている。
慶長17年（1613年）修理康実の子、正康の代に至って郡山城に移っている。
紫波地方における城館は、伝承にあるが明確な遺構の判明していない館跡や、文献に記される館城についても史料が極めて少なく所在地が比定できない例がある。